# Nariman Point
Nariman Point est l'un des quartiers d'affaires les plus prestigieux de Bombay. Il se trouve à la pointe sud de la péninsule de Bombay, à l'extrémité de la promenade de Marine Drive (en). Il est bordé au nord par le quartier de Churchgate (en) à l'ouest et au sud par la mer d'Arabie et à l'est par le quartier de Colaba. Sa silhouette hérissée de gratte-ciel, ses vues sur la mer d'Arabie, ses hôtels et restaurants de luxe en font l'une des attractions touristiques de Bombay.

## Histoire
Son terrain a été conquis sur la mer à partir des années 1940. Khurshed Nariman (en), figure populaire, d'origine parsie, du parti du Congrès et de la municipalité de Bombay, proposa alors de récupérer sur la mer toute une zone, peu profonde, au sud de Churchgate en la comblant par des débris provenant de différents quartiers de la ville, renforçant le tout par du béton armé. Il a été procédé à une extension de cette zone dans les années 1970, ce qui engendra un boom de la construction.
En 2006, avant la crise financière de 2007-2008, Nariman Point occupait le septième rang des emplacements de bureaux les plus chers du monde. Huit ans plus tard, en 2014, le site dégringolait à la 25e place, en raison notamment de la vétusté des bâtiments et de l'éloignement croissant par rapport aux zones résidentielles. Néanmoins, les améliorations entre-temps apportées à l'infrastructure et l'explosion de la demande en espaces de bureaux haut de gamme ont inversé la tendance. Ainsi, les loyers devraient presque doubler de 2024 à 2030, selon des estimations de India Today Business Desk

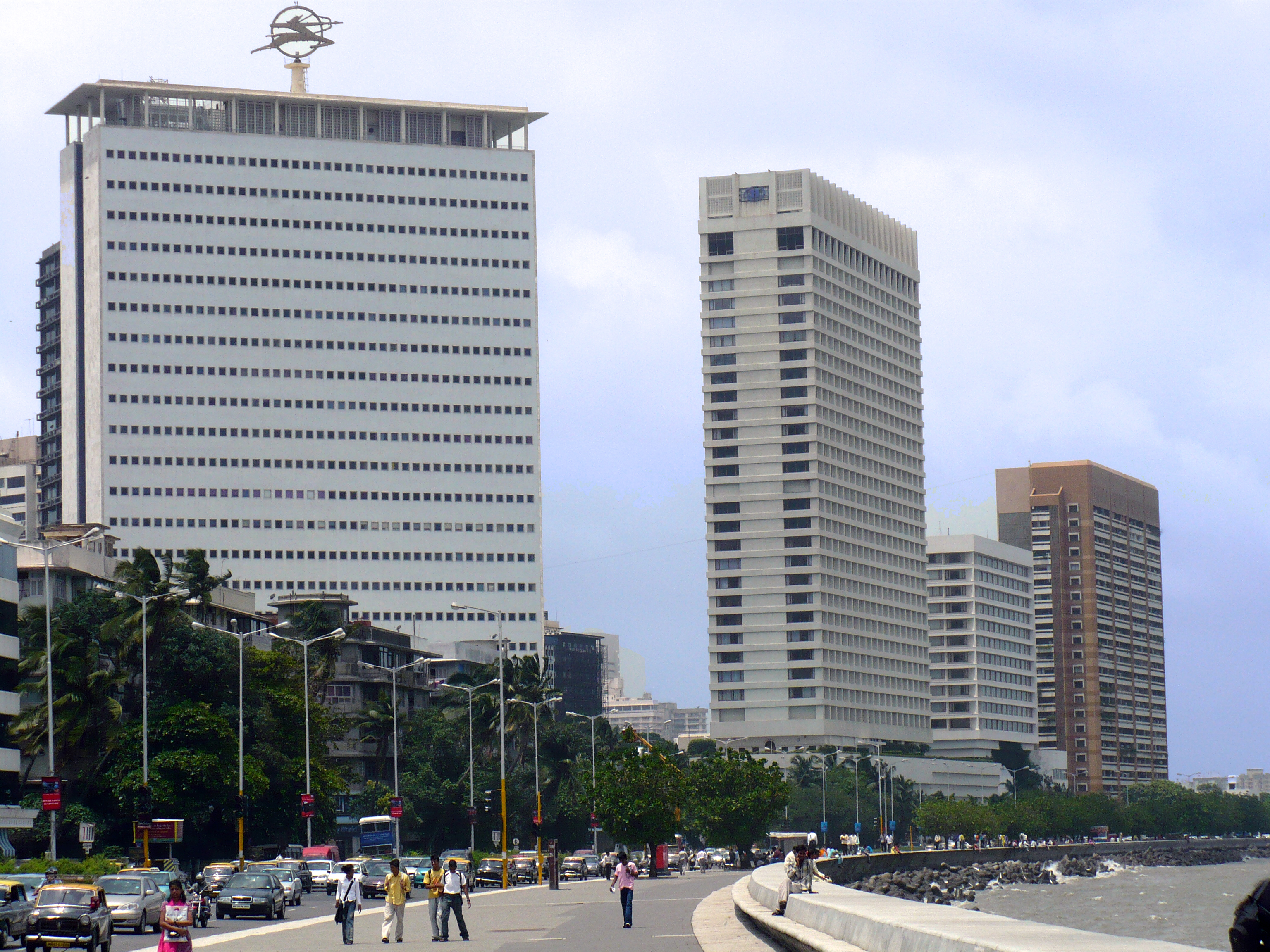
Nariman Point : de gauche à droite, bâtiment d'Air India, hôtel Trident, hôtel Oberoi ; au premier plan, Marine Drive.

### Attaques terroristes
Le 12 mars 1993, on assiste à une série d'attentats à la bombe. Des bombes ont été détruites à Nariman Point et dans les environs ainsi que dans d'autres parties de la ville.
Dans la soirée du 26 novembre 2008, des terroristes de l'organisation Lashkar-e-Toiba entraînés au Pakistan attaquèrent dans le quartier les hôtels de luxe Trident et Oberoi. Ces attaques terroristes, qui firent au total 166 victimes, touchèrent d'autres sites de la ville, dont le Taj Mahal Palace Hotel, assiégé pendant trois jours.

## Économie et institutions

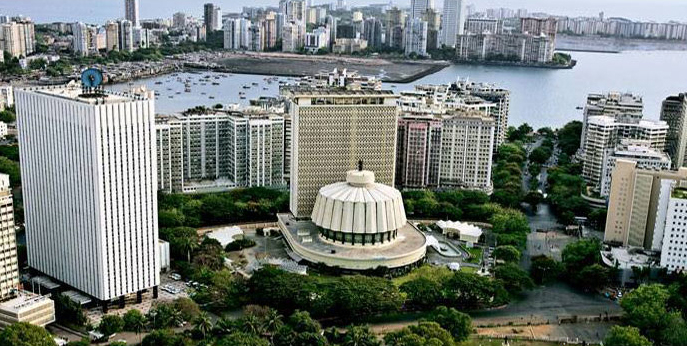
Vue aérienne de Vidhan Bhavan, siège de l'Assemblée législative du Maharashtra.

De nombreuses entreprises ont leur siège à Nariman Point ou y entretiennent d'importantes entités commerciales et opérationnelles.
Nariman Point est le centre de la vie politique du Maharashtra. C'est là que siège son Assemblée législative (en), c'est là aussi que se trouvent le Mantralaya (en), édifice qui abrite son gouvernement, ainsi que différents bâtiments administratifs.
À l'extrémité sud de la promenade de Marine Drive, Nariman Point abrite le National Centre for the Performing Arts (en) (NCPA), inauguré par Indira Gandhi en 1969, qui se propose de promouvoir et de préserver le patrimoine indien dans les domaines de la musique, de la danse, du théâtre, du film, de la littérature et de la photographie. Il comprend cinq théâtres, dont le Tata Theatre (en), où se déroulent de nombreux événements culturels.